# Rugby Rovigo 2005-2006

## Super 10 2005-06

### Stagione regolare
| Incontro                 | Andata | Ritorno |
| ------------------------ | ------ | ------- |
| Parma — Rovigo           | 33-29  | 18-19   |
| Amatori Catania — Rovigo | 35-18  | 7-44    |
| Rovigo — Benetton        | 11-18  | 13-17   |
| Calvisano — Rovigo       | 38-3   | 20-17   |
| Rovigo — L’Aquila        | 26-25  | 27-52   |
| Viadana — Rovigo         | 54-31  | 37-27   |
| Rovigo — Petrarca        | 14-8   | 19-22   |
| GRAN Parma — Rovigo      | 38-15  | 37-22   |
| Veneziamestre — Rovigo   | 20-25  | 28-19   |

#### Risultati della stagione regolare
| Posizione | G  | V | N | P  | PF  | PS  | DP   | B | Pt |
| --------- | -- | - | - | -- | --- | --- | ---- | - | -- |
| 7ª        | 18 | 5 | 0 | 13 | 379 | 507 | -128 | 8 | 28 |

### Spareggio per l'European Challenge Cup 2006-07
| Incontro          | Risultato |
| ----------------- | --------- |
| Petrarca — Rovigo | 41-22     |

## Coppa Italia 2005-06

### Prima fase
| Incontro            | Risultato |
| ------------------- | --------- |
| Rovigo — Parma      | 20-33     |
| Rovigo — GRAN Parma | 35-33     |
| Viadana — Rovigo    | 8-12      |

#### Risultati della prima fase
| Posizione | G | V | N | P | PF | PS | DP | B | Pt |
| --------- | - | - | - | - | -- | -- | -- | - | -- |
| 2ª        | 3 | 2 | 0 | 1 | 67 | 76 | -9 | 1 | 9  |

### Fase finale
| Turno | Incontro           | Risultato |
| ----- | ------------------ | --------- |
| SF    | Calvisano — Rovigo | 13-19     |
| F     | Parma — Rovigo     | 28-13     |